# کندو (فیلم ۱۹۸۲)
کندو (به اسپانیایی: La colmena) یک فیلم به کارگردانی ماریو کاموس است که در سال ۱۹۸۲ منتشر شد. از بازیگران آن می‌توان به بیکتوریا آبریل، الویرا کینتیا، کامیلو خوزه سلا، آنتونیو رسی‌نس، آنا ماریا ونتورا و فرانسیسکو رابال اشاره کرد. این فیلم برنده خرس طلایی از جشنواره فیلم برلین شده‌است.